# Pierre-Louis Lefebvre-Laroche
Ne doit pas être confondu avec Pierre-Louis-Stanislas Lefebvre.
Pour les articles homonymes, voir Lefebvre.
Pierre-Louis Lefebvre-Laroche ou Pierre Louis Lefebvre de La Roche, dit l’abbé Lefebvre, est un ecclésiastique et homme politique français, député au Corps législatif de 1799 à 1803, et brièvement son Président en décembre 1801.

## Biographie
Ses dates de naissance et de mort sont inconnues.
Avant la Révolution, il entre dans les ordres et devient abbé de la chapelle Sainte-Marie-l'Égyptienne, rue de la Jussienne.
Il se distingue lors de la journée du 14 juillet 1789 à plusieurs reprises, dont fait mention la relation officielle publiée par le Moniteur. Le peuple ayant découvert, au port Saint-Nicolas, un bateau chargé de cinq mille livres de poudre, cette poudre, portée en triomphe à l'Hôtel-de-Ville, y est déposée dans une salle basse, et confiée à la surveillance de l'abbé Lefebvre, qui est chargé d'en faire la distribution. Celui-ci se trouve alors à l'Hôtel de Ville en tant qu'électeur du clergé, avec l'Assemblée des électeurs de Paris réunie par Bailly.

« Cette dangereuse commission, lit-on dans le Moniteur, mit plusieurs fois ce brave et respectable abbé à deux doigts de sa perte. Le jour même on tira un coup de fusil sur les tonneaux dont il était gardien, et un coup de pistolet sur sa propre personne. Pendant la nuit, la porte de la salle qui lui servait de magasin fut brisée sous ses yeux à coups de hache qui faisaient feu sur les clous dont elle était garnie. Enfin, un homme ivre entra peu de temps après dans ce magasin ou plutôt cette mine, située sous la salle des électeurs toujours remplie de citoyens, y entra, la pipe à la bouche, et continua de fumer sur les barils ouverts, malgré les plus instantes représentations ; heureusement l'abbé s'avisa de lui acheter sa pipe allumée, et la lança dans la cour. »

Le comité permanent de la milice parisienne déclare qu'il « applaudit aux vertus peu communes de M. l'abbé Lefebvre ». D'autre part, il proclame, quelques jours après, que « les sollicitudes de M. l'abbé Lefebvre ne se sont point bornées à la garde des poudres ; que sa charité l'a porté, dans la journée du mardi, jusqu'à faire distribuer, de ses deniers, du pain et du vin aux hommes affamés qui viennent assiéger son magasin ». Le Moniteur ajoute : « MM. les députés de l'Assemblée nationale ont été émus de tant de preuves d'un si grand zèle : ils ont chargé le comité permanent d'en témoigner leur satisfaction à M. l'abbé Lefebvre, et de conserver à la commune, par tous les procédés chers au patriotisme, les services inappréciables d'un si vertueux citoyen. »
Membre de la Commune, il est violemment pris à partie à l'Hôtel-de-Ville dans les journées des 5 et 6 octobre 1789. Lors de la première phase de cette journée, qui voit l'envahissement de l'Hôtel de Ville par les émeutiers, une corde lui est passée autour du cou. Une estampe de Jean-François Janinet garde le souvenir de cet événement.
Lefebvre-Laroche, qui s'est fait connaître encore par la publication des œuvres complètes d'Helvétius, est devenu curé constitutionnel de Franciade-Auteuil (Seine), lorsqu'il est appelé, le 4 nivôse an VIII (25 décembre 1799), par le Sénat conservateur, à faire partie, comme député de la Seine, du nouveau Corps législatif. Il y siège jusqu'en 1803, et en assume la présidence du 22 décembre 1801 au 6 janvier 1802.

## Sources
- Émile de La Bédollière, Le nouveau Paris : histoire de ses 20 arrondissements (lire en ligne)
- Jacques-Antoine Dulaure, Esquisses historiques des principaux évènemens de la Révolution française, Baudouin, 1823 (lire en ligne)